# Tarka páncélosharcsa
A tarka páncélosharcsa (Hoplosternum littorale) vagy (Hoplosternum thoracatum) a sugarasúszójú halak (Actinopterygii) osztályába, ezen belül a harcsaalakúak (Siluriformes) rendjébe és a páncélosharcsa-félék (Callichthyidae) családjába tartozó faj.

## Előfordulása
Panamától Dél-Amerika északi részéig honos.

## Megjelenése
Testmérete 20-25 centiméter. Teste kemény, két sor csontos lemez borítja. Színe változó, de általában vörösesbarna, kékesfekete, vagy szürkésbarna, néhány sötét folttal. Lekerekített, kékes árnyalatú úszóin sötét pettyek vannak. A has világos, általában fehér vagy piszkosfehér. A lapított fejen két pár hosszú bajusszál van. A farokúszó töve világos. A hímek valamivel kisebbek a nőstényeknél, első mellúszó-tövisük megvastagodott, vöröses színű, de az ivarok megkülönböztetése csak a közepes és nagy példányokon lehetséges.

## Életmódja
Ragadozó, a kisebb, neonhal méretű halakat felfalhatja. Sokáig élő hal.

## Szaporodása
Íváskor a pár habfészket épít és ebbe helyezik nagyszámú ikrájukat. A kisharcsák könnyen nevelhetők.

## Tartása
A kereskedelemben általában csak "torakátum" néven ismert. Mivel nagy méretű, csak 100 liter fölötti medencébe való, bár egészen kicsin (3–4 cm) árusítják a boltokban. Mivel gyakran följön a vízfelszínre levegőt nyelni, a békés, kicsi halakat megijesztheti. Biztosítsunk a számára kövekből és gyökerekből álló búvóhelyeket, ahol napközban elrejtőzhet. Estefelé különösen aktív, ebben a napszakban indul élelemkeresésre. A 24-27 fokos víz ideális a számára. Nagy halakkal békés, párban, vagy kisebb csapatban tartsuk.